# سقاية دكان شناوة
سقاية دكان شناوة
دكان شناوة، نسبة إلى رجل لديه متجر (دكان) يسمى شناوة، وهي محلة من محلات مدينة بغداد القديمة، في العهد العثماني، وتقع بين محلة الحيدر خانة جنوبا والقراغول شرقاً والصابونجية شمالاً والميدان غرباً. ذكرها فيلكس جونز سنة 1846م، حيث قال: ان عقداً (زقاق) من عقود هذه المحلة يسمى السبيلخانة (سقاية ماء للعامة). ولا نعلم إلى أي عهد بقت هذه السقاية.